# Щесники
Щесники (пол. Szcześniki) — деревня в Влодавском повете Люблинского воеводства Польши. Входит в состав гмины Ханьск. По данным переписи 2011 года, в деревне проживало 98 человек.

## География
Деревня расположена на востоке Польши, на расстоянии приблизительно 17 километров к юго-западу от города Влодавы, административного центра повета. Абсолютная высота — 165 метров над уровнем моря. К западу от населённого пункта проходит региональная автодорога 819.

## История
По данным на 1827 год имелось 11 дворов и проживало 98 человек. Согласно «Справочной книжке Седлецкой губернии на 1875 год» деревня входила в состав гмины Ганьск Влодавского уезда Седлецкой губернии.
В 1975—1998 годах деревня входила в состав Хелмского воеводства.

## Население
Демографическая структура по состоянию на 31 марта 2011 года:
|         | Всего | До трудоспособного возраста | Трудоспособного возраста | Старше трудоспособного возраста |
| ------- | ----- | --------------------------- | ------------------------ | ------------------------------- |
| Мужчины | 53    | 15                          | 33                       | 5                               |
| Женщины | 45    | 9                           | 21                       | 15                              |
| Всего   | 98    | 24                          | 54                       | 20                              |